# Auzouville-Auberbosc
Auzouville-Auberbosc település Franciaországban, Seine-Maritime megyében. Lakosainak száma 301 fő (2018. január 1.). Auzouville-Auberbosc Bolleville, Cléville, Fauville-en-Caux, Foucart, Hattenville, Ricarville és Yébleron községekkel határos.

## Népesség
A település népességének változása:
| Lakosok száma | 303  | 322  | 299  | 301  |
|               | 2013 | 2015 | 2017 | 2018 |